# ケータイ刑事 銭形結
『ケータイ刑事 銭形結』（ケータイでか ぜにがたゆい）は、BS-TBSにて2010年12月4日から2011年2月12日まで放送されたテレビドラマ。「ケータイ刑事 銭形シリーズ」の第8作目。主演は岡本杏理。
放送時間は毎週土曜14時30分から15時（JST）の30分番組。これまで、初回放送は全て深夜に放送だった「銭形シリーズ」において、初めて日中の時間帯での放送となった。また、改編期でない12月からの放送開始（BS-TBS開局10周年企画として放送のため）も今回初である。今回もNTTドコモ単独提供番組として放送された。

## 概要
- 警視総監を祖父に持つIQ180の女子高校生で、銭形雷・海・命を姉に持つ四女・銭形結が、携帯電話を武器にコンビを組む刑事とともに難事件を解決する刑事ドラマ。結の父親は、銭形愛・泪・舞・零の銭形四姉妹の父親の弟。

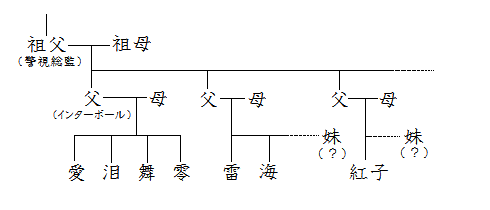
銭形家の家系図

- 2022年現在、ケータイ刑事シリーズとしては最後のドラマ作品。また、同シリーズの中で放送期間が最も短い作品（全10話）である[3]。
- 劇場版3は本作品の後日談という設定だが撮影は劇場版3の方が早い。

## キャスト
- 銭形結：岡本杏理
- あさみつひこ[4]：辰巳琢郎

結からは「あさみ・つひこ」と区切られ「あさみさん」と呼ばれている。（少数派）
第5話では結の夢の中での「クイズ大会」で、回答者として本人役で登場する箇所があった。
- 柴田束志：大堀こういち
- 柴田池輝：森本亮治（#1、#5、#10）
- 入電ボイス：小林麻耶

## 放映リスト
| 話数 | タイトル                                                                                 | 脚本             | 監督     | ゲスト                               | 初回放送日 （BS-TBS） |
| ---- | ---------------------------------------------------------------------------------------- | ---------------- | -------- | ------------------------------------ | --------------------- |
| 1    | 八代目！ついに登場！～キング・オブ・クイーン殺人事件                                     | 林誠人           | 若松孝二 | 石川梨華、宝積有香                   | 2010年12月4日         |
| 2    | ウォーキングする死体～ダイエットマスター殺人事件                                         | 加藤淳也         | 鈴木浩介 | 有坂来瞳、勝矢                       | 12月11日              |
| 3    | 殺意のリハーサル～ワンシーンワンカット赤坂ブリッツダンサー殺人事件                       | 加藤淳也         | 武藤淳   | 山中聡、八木小緒里、パパイヤ鈴木     | 12月18日              |
| 4    | ケータイ刑事200回記念特別作品 テレビ初！3Dフォトモーフィングドラマ～ワインの神様殺人事件 | 林誠人           | 古田亘   | 加藤紀子、金剛地武志、諏訪太朗       | 12月25日              |
| 5    | 夢を駆ける少女～銭形結の悪夢                                                             | 加藤淳也         | 堀英樹   | 佐藤二朗、林和義                     | 2011年1月8日          |
| 6    | 電気ウナギが明日を照らす～大学教授殺人事件                                               | 加藤淳也         | 三原光尋 | 半海一晃、森下能幸                   | 1月15日               |
| 7    | 初恋は死の香り！～愛はかげろうのように殺人事件 事件編                                    | 林誠人、加藤淳也 | 古厩智之 | 石川梨華、林和義、金剛地武志、平野良 | 1月22日               |
| 8    | 初恋は死の香り！～愛はかげろうのように殺人事件 捜査編                                    | 林誠人、加藤淳也 | 古厩智之 | 石川梨華、林和義、金剛地武志、平野良 | 1月29日               |
| 9    | 初恋は死の香り！～愛はかげろうのように殺人事件 解決編                                    | 林誠人、加藤淳也 | 古厩智之 | 石川梨華、林和義、金剛地武志、平野良 | 2月5日                |
| 10   | さよなら、あさみさん！～あさみつひこ誘拐殺人事件                                         | 林誠人           | 安藤尋   | 宝積有香                             | 2月12日               |

## 通算200回スペシャル
2010年12月25日放映分で、ケータイ刑事シリーズが通算200回になるため、12月18日・12月25日の2回分は「3D技術」（前者が3D立体動画、後者が3Dフォトモーフィング）を利用した映像で撮影された。なお3D実験の一環で撮影されたものだが、BS-TBSでの初回放送は2D（通常画質）での放送である。
なお、12月18日の回の3D版はJ:COMオンデマンド（ジュピターテレコムのケーブルテレビ各局向けのビデオオンデマンドサービス）にて2011年1月1日より公開される。

## 携帯電話ゲーム
2010年11月12日からモバゲータウンにてソーシャルゲームが提供された。プレイヤーはほかのプレイヤーと協力して、毎週月曜日から木曜日の間にゲーム内で事件を捜査。その結果得た証拠をもとに、金曜日に犯人とのバトルを行う。ドラマの内容と連動しており、番組の初回放送前の11月29日からは、実際に放送されるエピソードに沿って起こる事件を、放送日までに銭形結とどちらが早く事件を解決できるかを競う。

## 舞台
- 会場：本多劇場
- 公演日時：2010年12月29日 - 12月31日 昼・夜の1日2回公演

### キャスト
岡本杏理、辰巳琢郎、大堀こういち、石川梨華、林和義 ほか

### ゲスト
29日 春川恭亮、30日 平野良、31日 細貝圭

## DVD
ケータイ刑事 銭形結 DVD-BOX
- DVD-Video 四枚組（本編DISC×三枚＋特典DISC）
- 規格番号: BBBJ-9284
- 2011年6月2日発売
- 初回特典: 銭形命（銭型＆リボン型）ストラップ
- 発売元: BS-TBS
- 販売元: 株式会社ハピネット・ピクチャーズ

## その他
1. ↑  再放送では日中の時間帯での放送がある。以前のシリーズが組まれていた夜の時間帯は、対談番組の『グリーンの教え』になっている。
2. ↑  ただし、CMは全編を通して提供した過去のシリーズとは異なり、番組後半のところはドコモ以外のスポンサーのスポットCMが流れている。また第1回は予告編が省略され、エンディングの提供読みの後、オープニングで使われた紙テープが舞う画像の画面右下に「このドラマはフィクションです」と出るだけだったが、第2回以後は予告編が放送された
3. ↑  最も長いのは、全40話の『ケータイ刑事 銭形雷』
4. ↑  浅見光彦のパロディ。辰巳自身も『月曜ドラマスペシャル』で浅見役を演じた。
5. ↑  両名はそれぞれ実名の芸名を一部区切りを変えた役名（石川＝石香ワリカ（いしか わりか）、宝積＝宝舎クユカ（ほうしゃ くゆか））で出演した
6. ↑  役名はこれまで数多く演じてきた「クィーン」をもじった「久院有香」（くいん・ゆか＝クィーン・ゆか）で、これまでの「○○クィーン」という肩書きではなかった
7. ↑  webザテレビジョンより
8. ↑  “ソーシャルゲームと連動--BS-TBSが「ケータイ刑事」シリーズ新作”. CNET Japan. (2010年11月12日) 2021年1月2日閲覧。
9. ↑  “テレビドラマと連動したソーシャルゲーム「ケータイ刑事」”. MarkeZineニュース. (2010年11月15日) 2021年1月2日閲覧。